# 鄧曼
鄧曼（？—？），又稱楚曼，曼姓，春秋時期鄧國人，為楚武王夫人，生子貲，後為楚文王。她才貌雙全，後世漢朝司馬相如曾稱讚“若神仙之仿佛”，其事蹟也被漢時劉向編入《列女傳》。

## 簡介

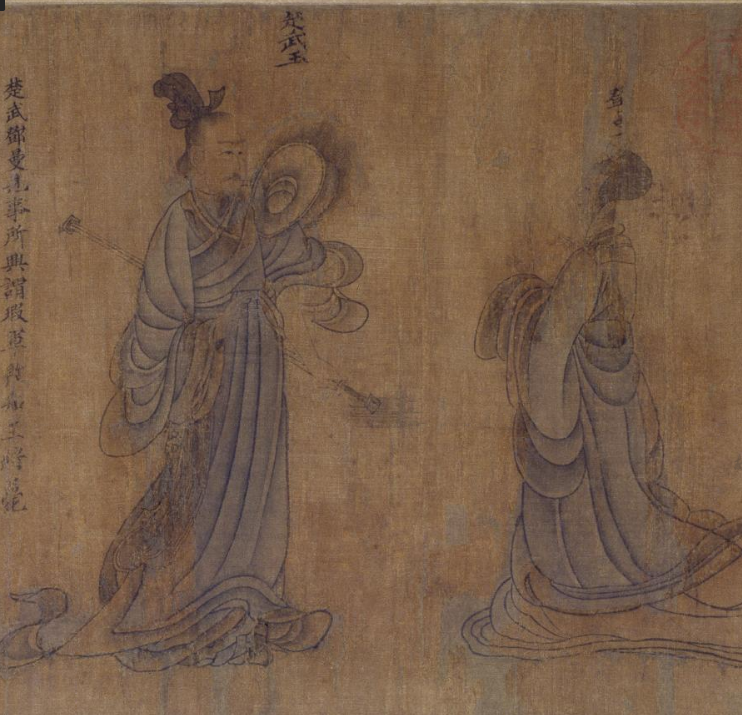
顧愷之《列女仁智圖》中的楚武王及夫人鄧曼

楚武王四十二年（公元前699年），屈瑕率軍進攻羅國，鬬伯比在陪同送行的時候見他走路時腳抬得很高，對敵人的防備也不足夠，便預料此戰會敗。於是建議楚武王增加軍隊，楚武王並沒有答應。鄧曼知道後，說道：“鬬伯比所言並非只是要單純的增加軍隊人數，而是告誡您要誠信來安撫國民，以刑法來鎮攝普通官吏。屈瑕太過來滿足曾經的勝利，必將會自以為是，從而輕視羅國的力量。如果不加以戒飭，他定會放鬆警惕而不加防范。鬬伯比的本意是要您訓誡人民，召集官吏用美德來鼓勵他們，召見屈瑕要他知道上天是不會寬縱他的過錯的。不然的話，鬬伯比難道會不知道屈瑕所率的部隊早已出發了嗎？”楚武王趕緊命人追趕，但沒有追上。結果，屈瑕的軍隊被羅國大敗，他本人在荒谷自縊，其餘將領都囚禁於治父等待處置。楚武王自責道：“這都是我的責任。”於是赦免了眾將。
楚武王在位期間曾多次征伐隨國。在楚武王五十一年（公元前690年）他決定再次攻隨，待一切準備就緒後，便進宮告訴夫人鄧曼：“我的心神感到動盪不安。”鄧曼嘆息道：“您的福祿將盡了。滿了便會動盪，這是天道，楚國先君大概也知道了，於是在臨出征之時用此來提示您。如果軍隊沒有什麼損失，而您在行軍的途中去世，這是國家之福。”楚武王於是下令出發，後來於樠木之下去世。令尹鬬祁和莫敖屈重則秘不發喪，而是開路建橋，並在隨國邊境紮營。隨國對此感到恐懼，於是求和。莫敖便以楚武王的名義和隨侯會盟，並邀請在漢水轉彎之處會面。之後等渡過漢水才為武王發喪。

## 評價
漢朝經學家、文學家劉向在《列女傳》中稱讚她：“楚武鄧曼，見事所興，謂瑕軍敗，知王將薨，識彼天道，盛而必衰，終如其言，君子揚稱。”
現代有觀點認為她的“盈而蕩，天之道也。”是一種認為物極必反的辯證天道觀，并且对楚國後來的道家文化的發展有啟發作用。

## 家庭
- 兄弟：鄧祁侯
- 夫：楚武王
- 子：楚文王